# Pelvicachromis
Pelvicachromis is een geslacht van straalvinnige vissen uit de familie van cichliden (Cichlidae).

## Soorten
- Pelvicachromis humilis Boulenger, 1916
- Pelvicachromis pulcher Boulenger, 1901 – Kersenbuik
- Pelvicachromis roloffi Thys van den Audenaerde, 1968
- Pelvicachromis rubrolabiatus Lamboj, 2004
- Pelvicachromis signatus Lamboj, 2004
- Pelvicachromis subocellatus Günther, 1872
- Pelvicachromis taeniatus Boulenger, 1901